# Eleição municipal de Leme em 2016
A eleição municipal de Leme em 2016 foi realizada em 2 de outubro de 2016 para eleger um prefeito, um vice-prefeito e 17 vereadores no município de Leme, no Estado de São Paulo, no Brasil. O prefeito eleito foi Wagão, do PSD, com 74.46% dos votos válidos, sendo vitorioso logo no primeiro turno em disputa com três adversários, Duzão (DEM), Gu Zanobia (PRB) e Paulo Blascke (PT). O vice-prefeito eleito, na chapa de Wagão, foi Chico da Farmácia também do PSD.
O pleito em Leme foi parte das eleições municipais nas unidades federativas do Brasil. Leme foi um dos 490 municípios vencidos pelo PSD; no Brasil, há 5.570 cidades.
A disputa para as 17 vagas na Câmara Municipal de Leme envolveu a participação de 241 candidatos. O candidato mais bem votado foi o debutante Claudemir Borges (PSD), que obteve 1.817 votos (3,62% dos votos válidos).

## Antecedentes
Na eleição municipal de Leme em 2012, Sergio Luiz Dellai (conhecido por Lema), do PV, foi eleito no primeiro turno. O candidato do PV foi eleito com 46,24% dos votos válidos, vencendo os candidatos Paulo Roberto Blascke, do PT e Pedro de Souza, do PMN. Porém, no dia 1º de abril de 2013, foi confirmada a cassação do registro de candidatura do prefeito eleito Sergio Luiz Dellai e de seu vice Evanildo dos Santos Brito pelo Tribunal Superior Eleitoral.
Segundo o Ministério Público, Sergio teria tido conduta eleitoreira ao reduzir a tarifa de água em 50% da população de baixa renda enquanto ainda era diretor-presidente da Superintendência de Água e Esgotos da cidade de Leme. A medida foi aprovrada em 2011, um ano antes da eleição.
Apesar da defesa do prefeito e do vice recorrem da decisão no Tribunal Superior Eleitoral, a juíza eleitoral Camila Marcela Ferrari Arcáro decidiu que o vice colocado nas eleições, Paulo Roberto Blascke, assumiria a Prefeitura. O novo prefeito foi empossado no dia 8 de abril de 2013.
Em maio de 2015, a Câmara dos Vereadores de Leme decidiu pela cassação do prefeito Paulo Blascke por 12 votos favorávies a 5 votos contra. No entendimento da Câmara, o prefeito foi julgado culpado por quatro denuncias de supostas irregularidades na Prefeitura. Na ocasião, quem assumiu a prefeitura foi seu vice Ademir Zanóbia, do PSDC.
Já em novembro de 2015, o Supremo Tribunal Federal anulou a cassação de Blascke, fazendo com que o ex-prefeito reassumisse o cargo no dia 23 de novembro do mesmo ano. Segundo o ministro Roberto Barroso, não houve provas suficientes que levassem ao afastamento de Blascke.

## Eleitorado

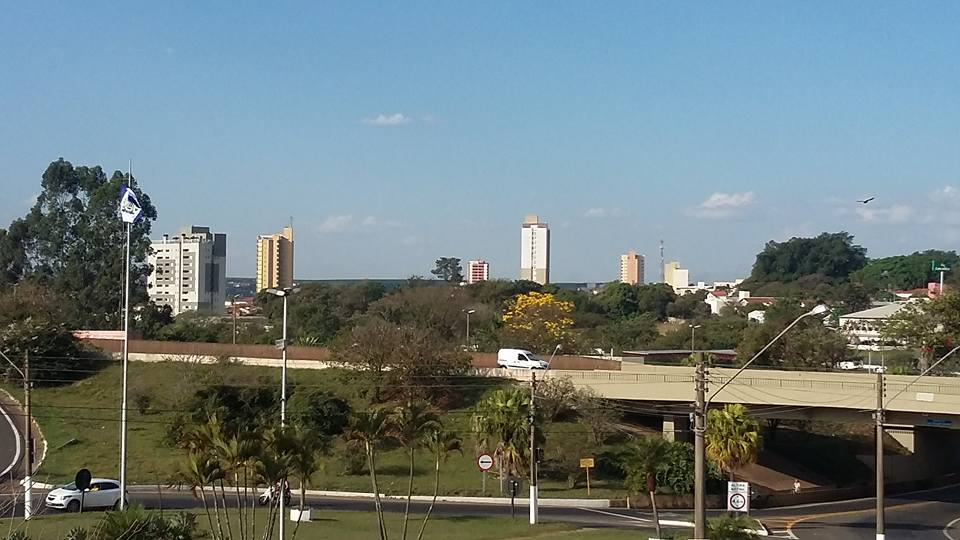
Vista de umas das entradas principais de Leme, em 2017

Na eleição de 2016, estiveram aptos a votar 72.298 lemenses sendo que 58.871 (81,43%) compareceram às urnas e 13.424 (18,57%) eleitores se abstiveram.

## Candidatos
Foram quatro candidatos à prefeitura em 2016: Wagner Ricardo Antunes Filho, do PSD, Eduardo Leme da Silva, do DEM, Ademir Donizeti Zanobia, do PRB e Paulo Roberto Blascke, do PT.
|  | Candidato(a)                 | Vice               | Partido | Coligação                                                         |
|  | ---------------------------- | ------------------ | ------- | ----------------------------------------------------------------- |
|  | Wagner Ricardo Antunes Filho | Chico da Farmácia  | PSD     | "Melhor para Leme" (PSD/SD/PP/PDT/PSC/PV/PSDB/PT do B/PROS)       |
|  | Eduardo Leme da Silva        | Paulinho Vallença  | DEM     | "Saúde para todos" (PTB/PSL/DEM/PEN)                              |
|  | Ademir Donizeti Zanobia      | Douglas Rayel      | PRB     | "Por Uma Leme Melhor" (PRB/PPS/PMDB)                              |
|  | Paulo Roberto Blascke        | Joao do Churrascão | PT      | "Leme na Direção Certa" (PT/PR/PSDC/PRTB/PHS/PMB/PSB/PRP/PC do B) |

## Campanha
Na campanha de 2016, o prefeito que viria a ser eleito, Wagner Ricardo Antunes Filho, teve sua candidatura negada pela justiça eleitoral. O candidato, que já havia vencido a eleição munipal de Leme em 2008, foi acusado de atos de improbidade administrativa. Apesar das acusações, ele foi absolvido e pode ser eleito por Leme.

## Resultados

### Prefeito
No dia 2 de outubro, Wagner Ricardo Antunes Filho foi eleito no 1º turno com 74.46% dos votos válidos. Apesar de ter sido o primeiro colocado, Wagão foi impedido de assumir o cargo por ter sido enquadrado na Lei da Ficha Limpa pelo TRE. Porém, no dia 2 de dezembro de 2016, por unanimidade, o Tribunal Superior Eleitoral deferiu o registro de Wagão, o que definiu o resultado das eleições de Leme.
| Candidato(a)                       | Vice                     | 1º Turno 2 de outubro de 2016 | 1º Turno 2 de outubro de 2016 |
| Candidato(a)                       | Vice                     | Votação                       | Votação                       |
|                                    |                          | Total                         | Porcentagem                   |
| ---------------------------------- | ------------------------ | ----------------------------- | ----------------------------- |
| Wagner Ricardo Antunes Filho (PSD) | Chico da Farmácia (PSD)  | 37,485                        | 74.46%                        |
| Eduardo Leme da Silva (DEM)        | Paulinho Vallença (DEM)  | 5,540                         | 11.00%                        |
| Ademir Donizeti Zanobia (PRB)      | Douglas Rayel (PPS)      | 4,566                         | 9.07%                         |
| Paulo Roberto Blascke (PT)         | Joao do Churrascão (PSB) | 2,752                         | 5.47%                         |
| Total de votos válidos             | Total de votos válidos   | 50.343                        | 85,51%                        |
| Votos em branco                    | Votos em branco          | 2.754                         | 4,68%                         |
| Votos nulos                        | Votos nulos              | 5.744                         | 9,81%                         |
| Total                              | Total                    | 58.871                        | 81,43%                        |
| Abstenções                         | Abstenções               | 13.424                        | 18,57%                        |
| Votos apurados                     | Votos apurados           | 72.295                        | 100%                          |
| Total de eleitores                 | Total de eleitores       | 72.295                        | 100%                          |

### Vereador
Dos dezessete (17) vereadores eleitos, dez (10) são da base aliada de Wagão. Oito vereadores foram reeleitos, havendo apenas duas mulheres dentre os eleitos em 2016. O vereador mais votado foi Claudemir Borges do PSD, que obteve 1,817 votos. O PSD, partido do prefeito eleito, é o partido com o maior número de vereadores eleitos, com seis (6). Os demais partidos eleitos (PMDB, PR, SD, PV, PT do B, PSL, PROS, PSB, PPS, PSDB e DEM) serão representados por um (1) vereador cada.
| Resultado da eleição para a Câmara Municipal de Leme em 2016 por candidato | Resultado da eleição para a Câmara Municipal de Leme em 2016 por candidato | Resultado da eleição para a Câmara Municipal de Leme em 2016 por candidato | Resultado da eleição para a Câmara Municipal de Leme em 2016 por candidato | Resultado da eleição para a Câmara Municipal de Leme em 2016 por candidato | Resultado da eleição para a Câmara Municipal de Leme em 2016 por candidato |
| Candidato                                                                  | Número                                                                     | Partido                                                                    | Votos                                                                      | Porcentagem                                                                |                                                                            |
| -------------------------------------------------------------------------- | -------------------------------------------------------------------------- | -------------------------------------------------------------------------- | -------------------------------------------------------------------------- | -------------------------------------------------------------------------- | -------------------------------------------------------------------------- |
| Claudemir Borges                                                           | 55100                                                                      | PSD                                                                        | 1,817                                                                      | 3.62%                                                                      |                                                                            |
| Ricardinho                                                                 | 55777                                                                      | PSD                                                                        | 1,691                                                                      | 3.37%                                                                      |                                                                            |
| Elias                                                                      | 55444                                                                      | PSD                                                                        | 1,218                                                                      | 2.43%                                                                      |                                                                            |
| Nivaldo Cabeludo                                                           | 15555                                                                      | PMDB                                                                       | 1,149                                                                      | 2.29%                                                                      |                                                                            |
| Ellan Paixão                                                               | 55678                                                                      | PSD                                                                        | 1,132                                                                      | 2.26%                                                                      |                                                                            |
| Professor Marcelo                                                          | 55040                                                                      | PSD                                                                        | 1,095                                                                      | 2.18%                                                                      |                                                                            |
| Zé Giacomelli                                                              | 22625                                                                      | PR                                                                         | 943                                                                        | 1.88%                                                                      |                                                                            |
| Nino Felix                                                                 | 55055                                                                      | PSD                                                                        | 897                                                                        | 1.79%                                                                      |                                                                            |
| Juninho                                                                    | 77601                                                                      | SD                                                                         | 883                                                                        | 1.76%                                                                      |                                                                            |
| Dra Amarilis Ribeiro                                                       | 43000                                                                      | PV                                                                         | 847                                                                        | 1.69%                                                                      |                                                                            |
| Ademir Lopes                                                               | 70777                                                                      | PT do B                                                                    | 780                                                                        | 1.56%                                                                      |                                                                            |
| Josiane da Promoção                                                        | 55456                                                                      | PSD                                                                        | 764                                                                        | 1.52%                                                                      |                                                                            |
| Lourdes Proteção Aos Animais                                               | 17300                                                                      | PSL                                                                        | 741                                                                        | 1.48%                                                                      |                                                                            |
| Ricardo Canata                                                             | 90000                                                                      | PROS                                                                       | 700                                                                        | 1.40%                                                                      |                                                                            |
| Rodrigo Ramalho                                                            | 55123                                                                      | PSD                                                                        | 681                                                                        | 1.36%                                                                      |                                                                            |
| João Machado                                                               | 55000                                                                      | PSD                                                                        | 672                                                                        | 1.34%                                                                      |                                                                            |
| Coronel João Arrais                                                        | 55111                                                                      | PSD                                                                        | 671                                                                        | 1.34%                                                                      |                                                                            |
| Chico da Rosa                                                              | 40333                                                                      | PSB                                                                        | 657                                                                        | 1.31%                                                                      |                                                                            |
| Rafael do Almoxarifado                                                     | 27123                                                                      | PSDC                                                                       | 565                                                                        | 1.13%                                                                      |                                                                            |
| Dr. Zizo                                                                   | 55124                                                                      | PSD                                                                        | 552                                                                        | 1.10%                                                                      |                                                                            |
| Carlinhos da Gaita                                                         | 23456                                                                      | PPS                                                                        | 544                                                                        | 1.08%                                                                      |                                                                            |
| Kiko Moraghi                                                               | 15000                                                                      | PMDB                                                                       | 535                                                                        | 1.07%                                                                      |                                                                            |
| Tiago Alex                                                                 | 10123                                                                      | PRB                                                                        | 529                                                                        | 1.05%                                                                      |                                                                            |
| Adenir Pinto                                                               | 45500                                                                      | PSDB                                                                       | 501                                                                        | 1.00%                                                                      |                                                                            |
| Silvio Sales                                                               | 20333                                                                      | PSC                                                                        | 501                                                                        | 1.00%                                                                      |                                                                            |
| João Cerbi                                                                 | 11644                                                                      | PP                                                                         | 488                                                                        | 0.97%                                                                      |                                                                            |
| Tonho Baiano                                                               | 55096                                                                      | PSD                                                                        | 449                                                                        | 0.90%                                                                      |                                                                            |
| Carlinhos da Enfermagem                                                    | 17017                                                                      | PSL                                                                        | 448                                                                        | 0.89%                                                                      |                                                                            |
| Gilson Lani                                                                | 23999                                                                      | PPS                                                                        | 441                                                                        | 0.88%                                                                      |                                                                            |
| Moisés Arle                                                                | 70070                                                                      | PT do B                                                                    | 424                                                                        | 0.85%                                                                      |                                                                            |
| Mônica Silva                                                               | 55888                                                                      | PSD                                                                        | 421                                                                        | 0.84%                                                                      |                                                                            |
| Miranda do Esporte                                                         | 55999                                                                      | PSD                                                                        | 416                                                                        | 0.83%                                                                      |                                                                            |
| Professor Daniel                                                           | 55500                                                                      | PSD                                                                        | 407                                                                        | 0.81%                                                                      |                                                                            |
| Chico Dangelo                                                              | 55555                                                                      | PSD                                                                        | 401                                                                        | 0.80%                                                                      |                                                                            |
| Pedro Bueno                                                                | 13002                                                                      | PT                                                                         | 385                                                                        | 0,77%                                                                      |                                                                            |
| David Santana                                                              | 90090                                                                      | PROS                                                                       | 369                                                                        | 0.74%                                                                      |                                                                            |
| Enfermeira Susi Bazon                                                      | 55222                                                                      | PSD                                                                        | 360                                                                        | 0.72%                                                                      |                                                                            |
| Lelo do Som                                                                | 65000                                                                      | PC do B                                                                    | 348                                                                        | 0,69%                                                                      |                                                                            |
| Juninho Passarini                                                          | 43063                                                                      | PV                                                                         | 348                                                                        | 0.69%                                                                      |                                                                            |
| Marcos Bueno                                                               | 55600                                                                      | PSD                                                                        | 338                                                                        | 0,67%                                                                      |                                                                            |
| Cintia Grossklauss                                                         | 70998                                                                      | PT do B                                                                    | 338                                                                        | 0,67%                                                                      |                                                                            |
| Zé Padre Cicero Bebidas                                                    | 90200                                                                      | PROS                                                                       | 337                                                                        | 0.67%                                                                      |                                                                            |
| Vanessa Galloni                                                            | 10010                                                                      | PRB                                                                        | 337                                                                        | 0.67%                                                                      |                                                                            |
| Macarrão Leme                                                              | 25190                                                                      | DEM                                                                        | 327                                                                        | 0.65%                                                                      |                                                                            |